# HMS Altair (A501)
HMS Altair (A501) är det första i en serie av fem skolfartyg av Altair-klass. Hon är byggd på Djupviks varv på Tjörn, sjösattes under hösten 2007 och levererades till svenska marinen den 10 juni 2008.
Namnet har hon fått från stjärnan Altair. Namnen har tidigare burits av torpedbåten HMS Altair (T108).